# Louis Dorizon
Louis François Dorizon né à Blois le 25 août 1860 et mort le 21 mars 1938 à Saint-Germain-en-Laye est un financier français.

## Biographie
Louis Dorizon est le fils de François Dorizon, cordonnier, et de Françoise Héloïse Loiseau, couturière. Il entre, en 1874, à l'agence de Saint-Germain-en-Laye de la Société générale en qualité de coursier. Il intègre le siège en 1879, en gravit tous les échelons et devient directeur en 1896, puis directeur général en 1909, poste qu'il occupe jusqu'en 1913. Il a eu une influence sur François de Grossouvre (1918-1984). Maurice de Grossouvre (1883-1923), père de François était en 1911 directeur de la banque de Salonique liée à la Société Générale possédait également une propriété à Goupillières et y est enterré. Veuve en 1923, la mère de François de Grossouvre était restée amie de Louis Dorizon et se rendait souvent à Goupîllière, Dorizon a été une manière de parrain de substitution de F. de Grossouvre. Alors enfant, François de Grossouvre y côtoyait les politiques et les financiers les plus en vue de l'entre-deux-guerres, un monde étranger à sa famille composée de militaires et de propriétaires terriens.
Louis Dorizon a été à l'origine en 1903 de la fondation du Club athlétique des Sports généraux, créé pour contester dans ce domaine la suprématie du Crédit lyonnais.
Il a été élevé au grade de commandeur de la Légion d'honneur.
Louis Dorizon s'est marié à deux reprises : avec Henriette Bailly, puis avec Kazimira Postolska, la sœur de Sophie Postolska.